# سنگا-مبائر
سنگا-مبائر (به لاتین: Sangha-Mbaéré) یک منطقهٔ مسکونی در جمهوری آفریقای مرکزی است که در جمهوری آفریقای مرکزی واقع شده‌است. سنگا-مبائر ۱۹٬۴۱۲ کیلومتر مربع مساحت و ۱۰۱٬۰۷۴ نفر جمعیت دارد.